# Ivo Purišić
Ivo Purišić, hrvaški admiral, * 3. april 1920, † 24. september 1976.

## Življenjepis
Leta 1941 je pristopil k NOVJ in naslednje leto je postal član KPJ. Med vojno je bil poveljnik več enot; nazadnje 8. dalmatinske brigade.
Po vojni je bil poveljnik pomorske cone, flotilje, poveljnik vojaškopomorskega področja, poveljnik eskadre, pomočnik poveljnika za zaledje armade, poveljnik vojaškopomorske oblasti,...